# سید حسن حسینی سروری
سید حسن حسینی سروری (متولد ۱۳۴۶ در شیراز)، معاون فرهنگی دانشگاه صنعتی شریف، استاد گروه فلسفه علم دانشگاه صنعتی شریف، معاون سابق آموزشی و تحصیلات تکمیلی این گروه، معاون سابق جذب، شناسایی و امور فرهنگی بنیاد ملی نخبگان، سردبیر مجلات فلسفه علم و رسانه و فرهنگ و رئیس سابق دانشگاه صدا و سیما است.
او در ۲۳ آذر ۹۵، به سمت معاون فرهنگی دانشگاه صنعتی شهید شریف منصوب شد.
پژوهش‌های او معطوف به حوزه‌های فلسفه دین و فلسفه اسلامی می‌باشد. وی استاد مدعو دانشگاه ایندیانا بوده است و در واشنگتن زیر نظر سید حسین نصر رساله دکتری خود را انجام داده است. از وی به عنوان موسس مطالعات فلسفه رسانه در ایران نام میبرند.

## تحصیلات
او دوره دکتری فلسفه را با نگارش رساله‌ای دربارهٔ نظرات جان هیک به راهنمایی سید حسین نصر گذراند. سید حسین نصر در مصاحبه‌ای می‌گوید:
تنوع قرائت‌ها در بیست سال اخیر بانی نوعی ابهام در ادبیات پلورالیسم دینی در ایران شده‌است. البته کارهای موفقی هم ارائه شده‌است؛ یکی از دانشمندان جوان ایرانی به نام دکتر حسینی که رساله دکترایشان را با من گذرانده‌اند، به آراء و افکار جان هیک پرداخته‌اند که امروزه مورد بحث قرار گرفته‌است.